# Birgaon
Birgaon es una ciudad de la India en el distrito de Raipur, estado de Chhattisgarh.

## Geografía
Se encuentra a una altitud de 284 m s. n. m. a 8 km de la capital estatal, Raipur, en la zona horaria UTC +5:30.

## Demografía
Según estimación 2012 contaba con una población de 32 547 habitantes.